# Aeroportul Internațional Osvaldo Vieira
Aeroportul Internațional Osvaldo Vieira (IATA: OXB, ICAO: GGOV) este un aeroport din Guineea-Bissau ce deservește zona Bissau. Aeroportul a fost tranzitat în 2016 de 83.616 pasageri. A fost numit după Osvaldo Vieira⁠(d).
Situat la o altitudine de 39 m, aeroportul dispune de 1 pistă.

## Infrastructură

### Piste
Aeroportul dispune de o singură pistă. Pista 03/21 are suprafața de asfalt și dimensiunile 3.200 m × 45 m. 